# Acacia floribunda
Acacia floribunda es una arbusto perenne de Australia y Asia. También se encuentran en isla Mauricio y Nueva Zelanda. 

## Descripción
Alcanza una altura de 6 metros pero existe una variedad comercial disponible que tiene solo un metro de altura. Sus flores son de color crema.
La especie se usa por sus propiedades de fijación de nitrógeno haciendo intercalado con árboles frutales.
El follaje de A. floribunda tiene algún uso como heno para ganadería tales como cabras.

## Alérgeno
ALgunas personas son alérgicas al polen de  A. floribunda.  Alrededor del 1,2% de la población no ha sido expuesta al polen son sensibles, pero el 31% de los horticultores lo son, aparentemente por su intensa exposición.

## Cultivo
Acacia floribunda se propaga por semilla, tratándolas en agua casi en ebullición, para penetrar el duro epicarpio.  Alternativamente, también puede debilitárselo con arenado.

Es una planta ornamental muy útil para cercar.

## Taxonomía
Acacia floribunda fue descrita por (Vent.) Willd. y publicado en Species Plantarum. Editio quarta 4(2): 1051. 1806.
Etimología
Ver: Acacia: Etimología
floribunda: epíteto latino que significa "con profusión de flores".
Sinonimia:
- Acacia angustifolia Lodd.
- Acacia floribunda (Vent.) Willd. var. latifolia Benth.
- Acacia intermedia Hook.
- Acacia longifolia (Andrews) Willd. var. floribunda (Vent.)Benth.
- Acacia longifolia (Andrews) Willd. var. floribunda (Vent.)F.Muell.
- Acacia retinodes Schltdl. var. floribunda (Vent.)H.Vilm.
- Mimosa floribunda Vent.
- Phyllodoce floribunda (Vent.) Link
- Racosperma floribundum (Vent.) Pedley[7]